# 唐重 (澳門)
唐重（1977年—），為澳門著名藝術家。

## 簡歷
唐重出生於福州，80年代移居澳門，澳門全藝社創會會員。他曾在福建省福州工藝美術學校學習繪畫，90年代於澳門視覺藝術學院修讀現代繪畫課程，1997年畢業於澳門視覺藝術學院獲雕塑專業學士學位，其後於廣州美術學院雕塑系碩士學位。現職於澳門藝術博物館。

他的作品創作媒介主要是繪畫和雕塑，創作思緒主要來源於大自然。在藝術表現上，受一些民間藝術、原始藝術、原生態的符號生影響。他的作品表述現今的社會文化和生活形態，亦會思考人性的本質，另著重探討人類發展與自然界的關係。